# Tsugaru Tamenobu
Tsugaru Tamenobu (津軽為信?; 18 gennaio 1550 – 29 marzo 1608) è stato un daimyō giapponese del periodo Sengoku fondatore del clan Tsugaru. Il suo nome iniziale fu Ōura Tamenobu.
Tamenobu, che viveva al castello di Ōura, era figlio di Ōura Morinobu e fu adottato dallo zio Tameaki.
Come vassallo del clan Nanbu, divenne capo del clan, che in quegli anni si chiamava Ōura, nel 1567. Sconfisse Kitabatake Akimura nel 1578 e nell'estate 1581 si ribellò contro i Nanbu e dichiarò il suo clan indipendente. Nel 1588 estese i domini del clan su tutta la regione di Tsugaru scontrandosi con Nanbu Nobunao. Successivamente nel 1590 si sottomise a Toyotomi Hideyoshi e combatté contro gli Hōjō nell'assedio di Odawara. Fu durante questo periodo che cambiò il nome del clan da Ōura a Tsugaru. Conquistò il castello di Namioka nel 1590.
Nel 1600 supportò i Tokugawa Ieyasu nella battaglia di Sekigahara e fu ricompensato con un incremento di 47.000 koku dei propri possedimenti. Nonostante il suo supporto ai Tokugawa, Tamenbou mantenne buone relazioni con Ishida Mitsunari, del quale era un personale amico. Dopo la sconfitta delle armate Occidentali, spedì una scorta per proteggere la famiglia di Ishida e il suo erede, Nobuhira ne sposò una figlia.